# 新上五島町立魚目中学校
新上五島町立魚目中学校（しんかみごとうちょうりつ うおのめちゅうがっこう）は長崎県南松浦郡新上五島町丸尾郷にある公立中学校。
略称「魚中」（うおちゅう）。
五島列島の中通島に位置している。

## 概要
歴史
1947年（昭和22年）の学制改革により新制中学校「魚目村立魚目中学校」として創立。2012年（平成24年）に創立65周年を迎えた。
校区
住所表記で「長崎県南松浦郡新上五島町」のうち新魚目地区（浦桑、榎津、丸尾、似首、大浦、小串、曽根、立串、小瀬良、大瀬良、大水、江袋、赤波江、仲知、一本松、竹谷、米山、津和崎）。
小学校区は新上五島町立魚目小学校、新上五島町立北魚目小学校。
校訓
「夢・力・品」
校章
中央に「中」の文字（縦書き）を置いている。
校歌
作詞は新村出（文学博士）、作曲は信時潔による。歌詞は3番まであり、3番に校名の「魚目中学校」が登場する。

## 沿革
- 1947年（昭和22年）
  - 4月1日 - 学制改革（六・三制の実施）が行われる。
    - 国民学校の初等科が改組され、魚目村立魚目小学校」（修業年限6年）となる。各学年2クラスで計12学級。
    - 国民学校の高等科は青年学校の普通科と統合され、新制中学校「魚目村立魚目中学校」（修業年限3年）となり、当面の間小学校に併設される。

  - 4月23日 - 開校式を挙行。
  - 5月 - アメリカ長崎軍政府より教育官ニブロが視察のため来校。
  - 7月 - 講演会が発足。校旗を制定。
  - 9月 - 胸章を制定。
  - 12月 - 帽章を制定。
- 1948年（昭和23年）
  - 3月 - 電話が設置される（当時の番号は29番）。
  - 4月 - 同窓会が発足（1945年（昭和20年）に国民学校高等科または青年学校普通科に入学した生徒が新制中学校3年生として卒業したため）。
  - 7月 - PTAが発足。
  - 9月 - 木造2階建て新校舎（東校舎4教室）が完成し、移転を完了。
  - 10月 - 運動場を整備。
  - 11月 - 子供銀行を開店。
- 1949年（昭和24年）
  - 2月 - 生徒心得を制定。校歌を制定。
  - 6月 - 子供銀行の預金先を魚目漁協に変更し、魚目中学校預金組合とする。
  - 10月 - 木造2階建て新校舎（西校舎4教室）が完成し、移転を完了。
- 1951年（昭和26年）
  - 3月 - 元大蔵大臣の北村徳太郎が来校。
  - 8月 - 水道を架設。
  - 9月 - 職員室を解体し、各教室に分散させる。
- 1952年（昭和27年）5月27日 - 長崎県立上五島高等学校が併設される。
- 1953年（昭和28年）4月1日 - 高等学校校舎の完成により、長崎県立上五島高等学校が移転。併設を解消。
- 1956年（昭和31年）9月30日 - 新魚目町の発足[1]により、「新魚目町立魚目中学校」に改称。
- 1962年（昭和37年）10月 - 実習地跡に技術科・理科教室を増築。
- 1968年（昭和43年）
  - 9月 - 鉄筋コンクリート造新校舎が完成。技術科・理科教室を移築。
  - 10月 - 新校舎への移転を完了。
- 1972年（昭和47年）2月 - 体育館が完成。
- 1988年（昭和63年）- グラウンドを整備。
- 1990年（平成2年）- パソコン教室が完成。
- 1999年（平成11年）- パソコン工事が完了し、インターネットに接続。
- 2004年（平成16年）8月1日 - 新上五島町の発足により、「新上五島町立魚目中学校」（現校名）に改称。
- 2018年（平成30年）4月1日 - 新上五島町立北魚目中学校を統合。統合を機に女子生徒上級生のスカートに付いていたサスペンダーが廃止になった。
- 2020年（令和2年） - 今まで統合できていなかった夏服を旧北魚目中学校のものに統合。2020年新入生移行適用。

## 部活動
- 軟式野球部（男）
- バレーボール部（女）
- バスケットボール部（男）
- 卓球部（女）
- ソフトテニス部（女）

## 周辺
- 新上五島町立魚目小学校
- 新上五島町立魚目幼稚園
- 新上五島町役場 新魚目支所
- 新上五島町立魚目総合体育館
- 魚目郵便局

## アクセス
最寄りのバス停
- 西肥自動車（西肥バス）五島営業所「新魚目支所前」バス停

最寄りの港
- 有川港 - 佐世保港との間にフェリー・高速船が運行されている。

最寄りの国道・県道
- 長崎県道32号有川新魚目線

## 参考資料
- 「新魚目町郷土誌」（1986年（昭和61年）9月30日発行, 新魚目町）p.394-